# 히스택

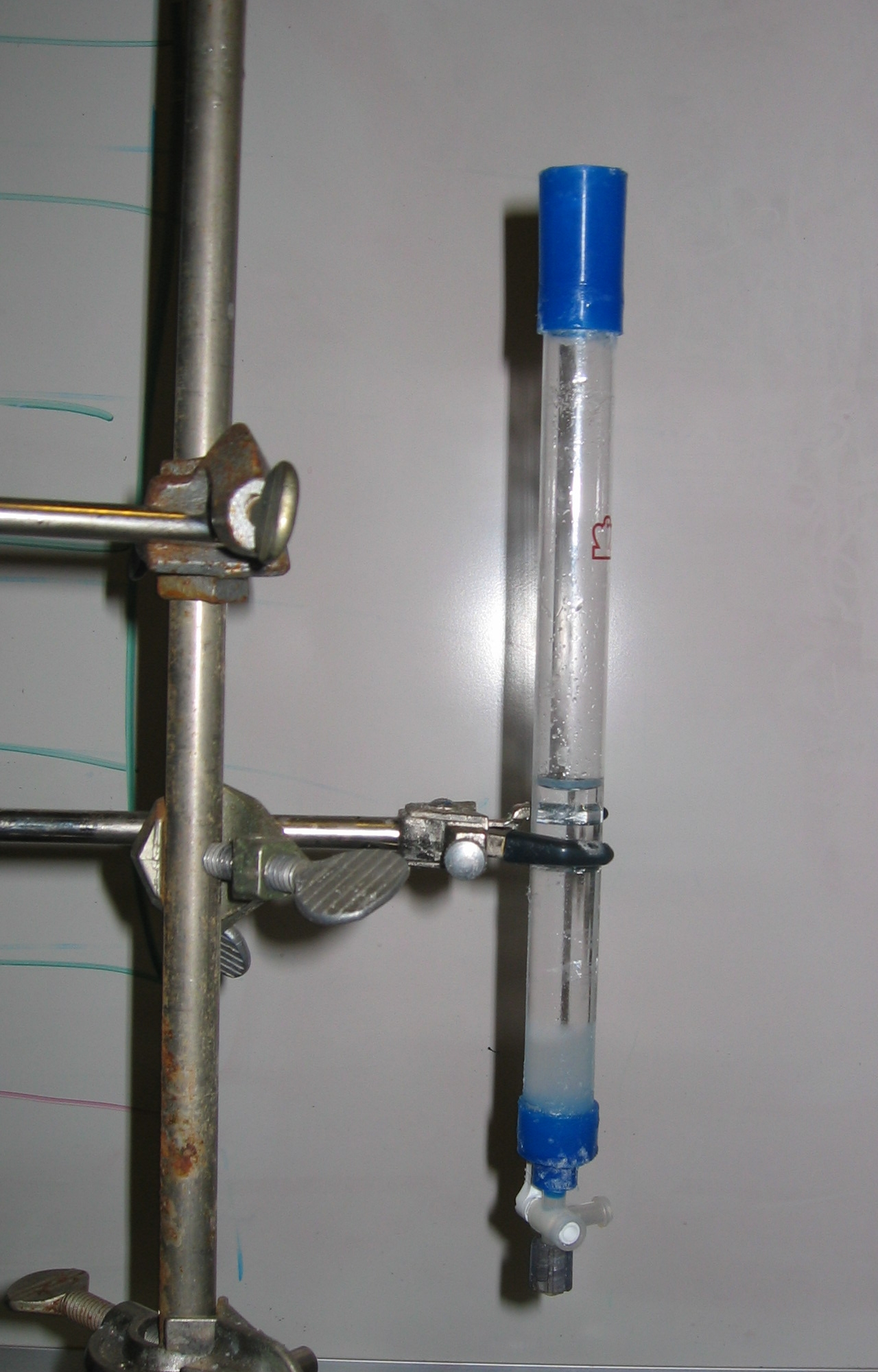
니켈(Ni^{2+})친화 크로마토그래피를 이용한 칼럼. 샘플과 버퍼를 수작업으로 넣어준다.

히스택(His-tag, polyhistidine-tag)은 단백질 내 최소 6개 이상의 히스티딘 (Histidine, His) 잔기(residue)로 구성된 아미노산 모티프로 보통 단백질의 N말단이나 C말단에 있다.
이는 또한 헥사히스티딘택(Hexa histidine-tag), 6X히스택(6xHis-tag), 히스6 택(His6 tag)등으로도 알려져 있으며 히스택(His-tag, EMD 바이오사이언스 등록)으로 상표가 등록되어 있다.
히스택은 로슈(Roche)에 의해 발명됐으나 히스티딘과 이를 이용한 벡터의 사용은 퀴아젠(Qiagen)을 통해 유통된다.
히스티딘 태그가 붙은 단백질의 정제 키트는 퀴아젠(Qiagen), 시그마(Sigma), 써모사이언티픽(Thermo scientific), GE헬스케어(GE healthcare), Macherey-Nagel, Clontech, 바이오-래드(Bio-Rad), 바이오니아(Bioneer) 등의 회사를 통해 이용가능하다. 
학술연구 용도로 히스택을 쓰는데는 제한이 없다.
하지만, 상업적인 용도로 사용하는 경우 로슈사에 로열티를 지불해야 한다.
최초 특허는 2003년 2월 11일에 만료되어서 이제는 공공재이다. 최근에 청구되는 로열티들은 훨씬 좁은 의미로 설정된 특허 세트들에 근거한다.
적절한 태그 시쿼스는 무료로 상업적 용도로 사용도 가능하다.
예를 들어, MK(HQ)6는 대장균의 발현과 택을 제거하는데 사용할 수 있다. 택 안의 총 히스티딘의 잔기 수는 다를 수 있다.
히스택은 또한 적당한 아미노산 시퀀스에 따라 올 수 있다. 이것은 엔도펩티다아제(endopeptidase)를 이용하는 다중 히스티딘-택의 제거를 용이하게 한다.
N말단의 히스택을 제거하는데 엑소펩티다아제(exopeptidase)를 사용하는 경우 추가적인 시퀀스는 불필요하다(예, 퀴아젠(Qiagen) TAGZyme)
더욱이, 엑소펩티다아제 분열은 엔도프로테아제(endoprotease)기반의 택 제거시 관찰되는 불특정 분열을 해결할 수 있다.
폴리히스티딘택은 유전적으로 조작된 단백질을 친화성 정제를 하는데 자주 쓰인다.  

## 응용

### 단백질 정제
폴리히스티딘택은 보통 대장균이나 다른 원핵세포 발현 시스템에서 발현되는 폴리히스티딘택이 붙은 재조합 단백질의 친화성 정제를 하는데 쓰인다.
원심분리로 세균 세포를 수확하고 나온 펠릿(pellet)은 물리적인 방법 이나 세제나 리소자임 같은 효소를 이용해서, 혹은 위의 방법들을 조합해서 용해시킨다.
이 단계에서 처리 안된 용해물 안에는 세균 숙주에서 유래한 다른 많은 단백질 중에 재조합 단백질이 포함돼 있다.
이 혼합물은 결합된 형태의 이가 이온 니켈이나 코발트를 포함한 친화성 레진을 품고 있다.
니켈과 코발트는 4주기안에서 서로 근접한 전이 금속으로 비슷한 성질을 가지고 있다.
이 레진들은 세파로오스/아가로스에 킬레이트를 결합한 것이다..
킬레이트제로는 이미노다이아세틱 산(Ni-IDA) 과 니트릴로트리아세트산(Ni-NTA)에서는 니켈, 카르복실 메틸아르파르트산(Co-CMA)에서는 코발트가 작용하며, 이들은 미세 몰 친화력으로 폴리히스티딘 택과 결합한다.
그 이후 코발트나 니켈 이온과 반응하지 않는 단백질들을 제거 하기 위해 인산 버퍼로 레진을 세척한다
니켈 기반의 방법을 쓸 때는 세척버퍼에 20mM 이미다졸을 더하면 효율을 높일 수 있다. (일반적으로 단백질은 150-300 mM 농도의 이미다졸에서 용출 된다).
일반적으로 니켈 기반의 레진은 결합 능력은 더 좋으나, 코발트 기반의 레진은 더 좋은 순도를 보인다.
단백질의 순도와 양은 SDS-PAGE와 웨스턴 블롯을 이용해 평가할 수 있다. 
폴리히스티딘 택을 이용한 친화성 정제법은 재조합 단백질이 원핵생물에서 발현될 때
보통 상대적으로 순수한 단백질이 나타난다.
단백질 상호작용을 연구하고자 단백질 복합체의 정제를 하는 경우와 같이, 다운스트림 적용을 할때는, 이스트나 다른 진핵세포와 같은 고등 생물을 정제하고자 하는 경우에는 두개의 택을 단 직렬 친화도 정제(tandem affinity purification)가 더 높은 순도의 정제를 위해 필요하다.
대신에, 한 단계로 하는 고정된 코발트 이온을 사용하는 것은 니켈 이온을 사용하는 것 보다 일반적으로 순도는 상당히 증가하고 히스택 단백질을 용출하는데 쓰는 이미다졸 용량은 적게 필요로 한다. 
변성 조건의 재조합 단백질을 정제하는데 히스택은 선택사항이다. 왜냐하면 이것의 작용양식은 오로지 단백질의 일차구조에만 의존적이기 때문이다.
이런종류의 테크닉은 일반적으로 히스티딘 결합은 이미다졸 결합이 아닌 pH를 이용해 적정한다. – 높은 pH에서 히스티딘은 니켈이나 코발트에 결합하는 반면, 낮은 pH(코발트 : ~6, 니켈 : ~4)에서 히스티딘은 양자가 더해져 금속이온에서 경쟁적으로 탈락한다. 이것을 항체 정제, GST 정제와 비교하려면, 단백질의 본래의 적절한(native) 접힘(folding)이 전제 조건으로 연관돼 있다. 
폴리히스티딘 택 칼럼은 몇 가지 알려진 단백질을 불순물로 보유하고 있다.
그 중 하나는 FKBP-형태의 펩티딜 프로릴 이성질체화효소(peptidyl prolyl isomerase)로 약 25kDA이다(SlyD). 불순물은 일반적으로 이차적인 크로마토그래피 기술을 써서 없애거나, SlyD가 결손된 대장균 계통을 이용해 재조합 단백질을 발현해 없앨 수 있다.
그 대신에 코발트에 기반을 둔 레진은 대장균 유래의 SlyD에 결합하지 않기 때문에 이 한 번의 단계만으로 단백질을 정제할 수 있다.  

### 두 히스티딘 택에서 하나를 분리
폴리히스티딘 택의 수가 다른 단백질들은 니켈-친화성 레진에서 다르게 용출된다.
한 개의 헥사히스티딘 택 단백질에서는 75mM농도의 이미다졸로 니켈-NTA에서 용출이 가능하다. 반면에, 두 개의 헥사히스티딘 택 단백질에서는 용출을 위해 100mM 농도의 이미다졸이 필요하다.
이 단계별 용출은 혼합물에서 특정 단백질 집단을 분리해 내는데 사용할 수 있다. 예로, 이미 알고있는 이형다량체(heteromultimer)를 분리(예를 들면, AA와 BB라는 호모다이머(homodimer)가 섞인 혼합물에서 B 서브유닛(subunit)만 폴리히스티딘 택을 가질 때 AB 헤테로다이머(heterodimer)를 분리)하는데 사용할 수 있다.
이런 접근법은 1가 스트렙타아비딘(streptavidin)의 분리에 사용할 수 있다. 

### 결합 측정법(Binding assays)
폴리히스티딘택을 붙이는 것은 풀다운어세이(pull-down assay)와 같은 방법으로 단백질-단백질 간의 상호작용을 감지하는데 사용할 수 있다.
그러나, 이런 기술은 민감도가 떨어진다고 여겨지고, 또한 이 테크닉은 지나치게 까다로워서 제한적이다.
예를 들어, 환원 조건에서는 사용할 수 없고, EDTA와 다른 많은 세제종류를 사용할 수 없다.
양쪽 분극 간섭측정법의 최근 발전은 EDTA를 잘받아들이고 사용 시약의 범위가 넓어졌다. 그리고 그런 사이트-특정 택은 관련된 입체구조의 변화를 직접적으로 측정하는 것을 매우 간편화 시켰다. 

### 형광 택
헥사히스티딘 CyDye 택이 또한 발명되었다.
이는 형광물질에 니켈이 EDTA그룹과 공유결합해서 폴리히스티딘에 붙는 염색물질을 만드는 것이다.
이 기술은 단백질의 이주와 수송을 추적하는데 효과적이라고 보여진다.
이 기술은 형광 공명 에너지 이동을 통해서 거리를 측정하는데 효과적이라는 사실이 최근에 밝혀졌다. 

## 히스티딘 택 추가

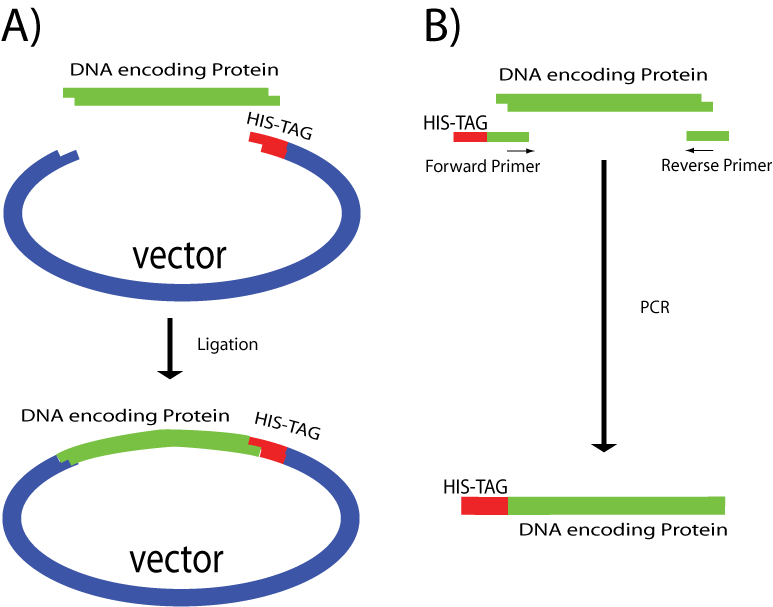
히스티딘 태그 추가 A) C-말단에 융합시킬 수 있게 택이 준비된 벡터에 단백질을 발현하는 DNA를 삽입하여 히스택을 추가함 B) 택을 포함한 프라이머를 이용해 히스택이 추가됨. PCR반응 이후 유전자의 N-말단에 히스택이 붙음

가장 흔한 폴리히스티딘 택은 6개의 히스티딘 잔기로 형성된다. 이것은 관심있는 단백질의 코딩 시퀀스의 N 말단에서 메티오닌 뒤에 오거나, C 말단에서 종결코돈 앞에 붙는다.
히스택이 붙을 말단을 선택하는 것은 주로 단백질의 특징과 택을 제거하고자 하는 방법에 따라 결정된다.
몇몇 말단은 단백질 코어 안쪽에 묻히게 되고 다른 어떤 것들은 단백질의 기능이나 구조에 중요하다.
이러한 경우에는 다른 말단을 선택할 수 밖에 없다. 반면에, 대부분의 가용한 엑소펩티다아제는 N말단에서만 히스택을 제거할 수 있다. C말단에서 택을 제거하는 것은 다른 테크닉의 사용을 필요로 한다. 
폴리히스티딘을 추가하는데는 두 가지 방법이 있다.
가장 간단한 방법은 단백질을 부호화하는 벡터안에 히스택을 부호화하는 DNA를 넣는 것이다. 이렇게 하면 히스택은 자동으로 그 끝에 달라붙게 된다(사진참조).
다른 기술은 PCR을 하는 방법인데, 시작 코돈이나 종결 코돈 바로 옆에 히스티딘 코돈(CAT 또는CAC)을 반복적으로 가지게 하고, 택을 달고자 하는 단백질을 부호화하는 DNA 한쪽 끝에 몇 개의(16개 이상) 염기를 달게 하는 프라이머를 이용하는 것이다. 
PCR을 이용해 6x히스택을 추가하기 위해 디자인된 프라이머의 예. 6히스티딘을 코딩하는 18개의 염기가 시작코돈 바로 다음 또는 정지 코돈 바로 앞에 삽입된다. 관심 유전자에서 최소 16개 염기가 히스택 옆에 필요하다. 6 His에서, 단백질은 분자량이 1 kDa 증가한다. 참고: 자주 링커(linker) (gly-gly-gly 또는 gly-ser-gly)가 관심 단백질과 6 히스택 사이에 놓이기도 한다. 이것은 택이 붙은 단백질의 활성이 히스택에 의해 영향받는것을 막기 위함이다.

## 검출
폴리히스티딘택은 단백질을 검출 하는데 사용할 수 있다. 이는 항-폴리히스티딘-택 항체를 이용하거나 혹은 그 대신에 금속 이온을 가진 형광 프로브를 이용해 겔 염색(SDS-PAGE)을 통해서도 가능하다.
이런 것은 세포 이하 단위에서 위치 측정, ELISA, 웨스턴 블럿 또는 면역학적 분석 방법들에서 유용하게 쓰일 수 있다. 

## 부동화
폴리히스티딘-택은 특정 표면에 있는 단백질을 부동화시키는데 성공적으로 이용할 수 있다. 이런 표면으로는 니켈이나 코발트로 코팅된 미량 정량판(microtiter plate)이나 단백질 어레이(protein array)등이 있다.

## 같이 보기
- 표지단백질